# Samuel Ballet
Samuel Ballet, né le 12 mars 2001 à Berne en Suisse, est un footballeur suisse, qui évolue au poste d'ailier droit au Côme 1907.

## Biographie

### En club
Né à Berne en Suisse, Samuel Ballet est formé par le BSC Young Boys. Il se fait notamment remarquer avec les moins de 17 ans lors de la première partie de saison 2017-2018 en marquant neuf buts en treize matchs, ce qui lui vaut une promotion vers l'équipe des moins de 18 ans à la mi-saison. Il intègre ensuite l'équipe réserve du club où il joue pendant deux saisons.
Il joue son premier match en professionnel le 16 février 2020, lors d'une rencontre de Super League contre le FC Lugano. Il entre en jeu à la place de Christopher Martins Pereira et se fait remarquer en inscrivant également son premier but. Il ne peut toutefois pas empêcher la défaite de son équipe, par deux buts à un,.
Le 12 août 2020 Samuel Ballet prêté au FC Wil pour une saison, tout comme son coéquipier Jan Kronig,.
En janvier 2021, Ballet voit finalement son prêt prendre fin prématurément et il est prêté au FC Winterthour. Le 14 juin 2021, le BSC Young Boys annonce que le prêt de Ballet au FC Winterthour est prolongé pour une saison supplémentaire.
Le 7 juillet 2022, Ballet s'engage définitivement avec le FC Winterthour. Il signe un contrat de deux ans, soit jusqu'en juin 2024.
Le 14 septembre 2023, Ballet prolonge son contrat avec Winterthour de deux ans, soit jusqu'en juin 2026. Il s'impose comme l'un des atouts majeurs du FC Winterthour, étant l'un des joueurs les plus décisifs lors de la première partie de la saison 2023-2024.
Le 28 janvier 2024, Samuel Ballet rejoint l'Italie afin de s'engager en faveur du Côme 1907. Il signe un contrat de trois ans et demi, soit jusqu'en juin 2027.
Peu utilisé à Côme, Samuel Ballet est prêté le 31 août 2024 au FC Zurich pour une saison. Le club dispose d'une option d'achat sur le joueur.

### En sélection
Samuel Ballet représente l'équipe de Suisse des moins de 18 ans, jouant au total trois matchs, tous en 2019.